# Буххольц, Хорст
Хорст Вернер Буххольц (нем. Horst Werner Buchholz; 4 декабря 1933, Берлин — 3 марта 2003, там же) — немецкий актёр.

## Биография
Вскоре после рождения сына мать Хорста Буххольца Мария Хазенкамп была вынуждена отдать его на воспитание в приёмную семью. Фамилию Буххольц мальчик получил в 1938 году, когда его мать вышла замуж за сапожника Хуго Буххольца. Семья проживала в берлинском районе Пренцлауэр-Берг.
В 1941 году родилась единоутробная сестра Хорста Хайди, которая дала ему прозвище «Хотте», оставшееся с ним на всю жизнь. Хорст рано стал самостоятельным и независимым.
В 1943 году мальчика отправили в Силезию в детский лагерь в эвакуацию, поезд подвергся атаке штурмовой авиации, в которой погибла половина находившихся в поезде детей. В Берлин Буххольц вернулся в 1946 году.
Хорст Буххольц брался за любую работу, восстановился на учёбу в школе. Свою первую роль он сыграл на сцене школьного театра в постановке «Коварства и любви», за которой последовала главная роль в «Плоте Медузы» Георга Кайзера в театре имени Хеббеля.
В 1948 году Буххольц работал статистом в берлинском театре «Метрополь» и занимался озвучиванием.
В 1950 году бросил школу, чтобы окончательно стать актёром, брал уроки актёрского мастерства.
Дебют в кино состоялся в 1952 году в массовке фильма «След ведёт в Берлин» Ирины Гарден. За роль в четвёртом фильме с его участием Хорст Буххольц был признан лучшим актёром на Каннском кинофестивале 1955 года. В 1956 году Буххольц стал знаменитым после главной роли в фильме «Хулиганы» Георга Треслера. И следующий фильм с его участием «Конечная станция — любовь» подтвердил его славу немецкого Джеймса Дина. Образ упрямого бунтаря сделал Буххольца кумиром молодёжи как в Восточной, так и Западной Германии. В 1957 году Буххольц снялся в ленте «Монпти», где его партнёршей выступила Роми Шнайдер.
В 1958 году по окончании съёмок фильма «Воскресение» по роману Л. Н. Толстого Буххольц женился на французской актрисе Мириам Брю, с которой он исполнил главные роли в этой экранизации. У них родилось двое детей — Кристофер и Беатрис. Мировая известность пришла к Буххольцу с заглавной ролью в экранизации романа Томаса Манна «Признания авантюриста Феликса Круля». Следующей вехой в его карьере стал фильм ««Мокрый асфальт»», вслед за которым поступило предложение роли в фильме «Тигровая бухта» 1959 года. В том же 1959 году состоялся дебют актёра на Бродвее в постановке «Шери» по Аните Лус.
В 1959 году Буххольц снялся в немецком фильме «Корабль мёртвых» по одноимённому роману Бруно Травена. В дальнейшем актёр, бегло говоривший на шести языках, снимался преимущественно в фильмах американского, французского, английского и итальянского производства. В 1960—1961 годах Буххольц снялся в двух голливудских лентах, завоевавших мировое признание: в роли Чико в легендарном вестерне «Великолепная семёрка» и в комедии «Один, два, три» у Билли Уайлдера.
В 1973 году ради кинокомедии «…Но Джонни» Хорст Буххольц вернулся в Западную Германию. В последующие годы он был занят преимущественно на телевидении. В 1981 году вышла его авторская телепередача «Astro Show» совместно с астрологом Элизабет Тейсье. До самой своей смерти Буххольц работал в берлинских театрах. Последней значительной ролью в кино для Буххольца стала роль врача концентрационного лагеря в оскароносном фильме Роберто Бениньи «Жизнь прекрасна».
В интервью, которое Хорст Буххольц дал в 2000 году журналу «Bunte», актёр впервые признался в своей бисексуальности. Буххольц умер внезапно от воспаления лёгких, развившегося после операции, связанной с переломом шейки бедра. Похоронен на берлинском кладбище Хеерштрассе.
Оставил после себя жену Мириам и двоих детей: сына Кристофера и дочь Беатрис. И сын, и дочь стали актёрами.

## Фильмография
| - 1951: Warum? - 1952: След ведёт в Берлин — Die Spur führt nach Berlin - 1955: Марианна — Marianne - 1955: Die Schule der Väter - 1955: Небо без звёзд — Himmel ohne Sterne - 1955: Регина — Regine - 1956: Хулиганы — Die Halbstarken - 1957: Робинзон не должен умереть / Robinson soll nicht sterben - 1957: Herrscher ohne Krone - 1957: Конечная станция — любовь — Endstation Liebe - 1957: Монпти — Monpti - 1957: Признания авантюриста Феликса Круля — Bekenntnisse des Hochstaplers Felix Krull - 1957: Ein Stück vom Himmel - 1958: Мокрый асфальт — Nasser Asphalt - 1958: Воскресение — Auferstehung - 1959: Тигровая бухта — Tiger Bay - 1959: Корабль мёртвых — Das Totenschiff - 1960: Великолепная семёрка — Die glorreichen Sieben - 1961: Fanny - 1961: Один, два, три — One, two, three - 1963: La noia - 1963: Nine Hours to Rama - 1964: Operación Estambul - 1965: La fabuleuse aventure de Marco Polo - 1967: Jonny Banco - 1967: Cervantes - 1968: Astragal - 1969: Come, quando, perche? - 1970: La colomba non deve volare - 1971: Le Sauveur - 1972: The Great Waltz - 1973: …Но Джонни — …aber Jonny! - 1973: Убийство в Катамаунте / Lohngelder für Pittsville - 1976: Frauenstation - 1976: Das Superding - 1976: The Savage Bees - 1976: Рейд на Энтеббе — Raid on Entebbe - 1977: Под покровом ночи — No Such Thing As a Vampire - 1978: How the West Was Won - 1978: The Cat and the Canary - 1978: Возвращение капитана Немо / The Return of Captain Nemo — Тибор, король Атлантиды - 1978: Деррик — Solo für Margarete | - 1978: Der große Karpfen Ferdinand und andere Weihnachtsgeschichten - 1978: Avalanche Express - 1979: De Dunquerque à la victoire - 1979: The French Atlantic Affair - 1979: Kur in Travemünde - 1980: Деррик — Auf einem Gutshof - 1981: Berlin Tunnel 81 - 1982: Aphrodite - 1983: Сахара — Sahara - 1983: Деррик — Die Tote in der Isar - 1983: Liebe hat ihren Preis - 1983: Heidelinde Weis: Funkeln im Auge - 1984: Wenn ich mich fürchte… - 1985: Emerald - 1986: Die Fräulein von damals - 1986: Crossing - 1988: И скрипки умолкли - 1991: Chi tocca muore - 1991: Железный орёл 3: Асы — Iron Eagle III - 1991: Реквием по Гранаде - 1993: Так далеко, так близко! — In weiter Ferne, so nah! - 1993: Comeback in Kampen - 1994: Tödliches Erbe - 1994: Пещера золотой розы — Fantaghirò - 1995: Zwischen Liebe und Verrat — Der Clan der Anna Voss - 1996: Der Feuervogel - 1997: Geisterstunde - 1997: Жизнь прекрасна — La vita è bella - 1998: Der kleine Unterschied - 1998: Voyage of Terror - 1999: Dunckel - 1999: Minefield - 2000: Kinderraub in Rio — Eine Mutter schlägt zurück - 2000: Heller als der Mond - 2000: Klinikum Berlin Mitte — Leben in Bereitschaft - 2001: The Enemy - 2001: Der Club der grünen Witwen - 2001: Traumfrau mit Verspätung - 2002: In der Mitte eines Lebens - 2002: Planet B: Detective Lovelorn und die Rache des Pharao - 2002: Morgengrauen - 2003: Atlantic Affairs |